# Takhtajaniantha
Takhtajaniantha – rodzaj roślin z rodziny astrowatych. Obejmuje 14 gatunków. Występują one głównie w Azji, rosnąc tu na rozległych obszarach z wyjątkiem południowych i wschodnich krańców kontynentu oraz we wschodniej Europie. Jeden gatunek – T. austriaca rośnie także w Europie Południowej i Środkowej sięgając na zachodzie do Francji, a na północy do Niemiec i Słowacji. W Polsce brak przedstawicieli tego rodzaju. Rodzaj nazwano na cześć botanika Armena Tachtadżjana.

## Systematyka
Pozycja systematyczna
Rodzaj z podplemienia Scorzonerinae, plemienia Cichorieae z podrodziny Cichorioideae z rodziny astrowatych Asteraceae. Rodzaj wyodrębniony został w 1990 jako takson monotypowy obejmujący tylko gatunek Takhtajaniantha pusilla. Późniejsze analizy relacji filogenetycznych w obrębie plemienia Scorzonerinae i zwłaszcza polifiletycznego rodzaju wężymord Scorzonera wykazały, że Takhtajaniantha pusilla i grupa innych gatunków z Azji i wschodniej Europy tworzy odrębny klad, co w klasyfikacji zakładającej podział na monofiletyczne rodzaje uzasadnia wyodrębnienie Takhtajaniantha. Dalsze prace potwierdziły odrębność zaliczanych tu gatunków oraz przynależność do tej grupy sięgającego Europy Środkowej i Zachodniej gatunku Scorzonera austriaca, w efekcie współcześnie klasyfikowanego jako Takhtajaniantha austriaca.
Wykaz gatunków
- Takhtajaniantha austriaca (Willd.) Zaika, Sukhor. & N.Kilian
- Takhtajaniantha capito (Maxim.) Zaika, Sukhor. & N.Kilian
- Takhtajaniantha crispa (M.Bieb.) Zaika, Sukhor. & N.Kilian
- Takhtajaniantha curvata (Popl.) Chepinoga
- Takhtajaniantha glabra (Rupr.) Chepinoga
- Takhtajaniantha grubovii (Lipsch.) E.Hatami, N.Kilian & K.E.Jones
- Takhtajaniantha ikonnikovii (Lipsch. & Krasch.) Zaika, Sukhor. & N.Kilian
- Takhtajaniantha mongolica (Maxim.) Zaika, Sukhor. & N.Kilian
- Takhtajaniantha pratorum (Krasch.) Chepinoga
- Takhtajaniantha pseudodivaricata (Lipsch.) Zaika, Sukhor. & N.Kilian
- Takhtajaniantha pusilla (Pall.) Nazarova
- Takhtajaniantha subacaulis (Regel) Zaika, Sukhor. & N.Kilian
- Takhtajaniantha tau-saghyz (Lipsch. & G.G.Bosse) Zaika, Sukhor. & N.Kilian
- Takhtajaniantha veresczaginii (Kamelin & S.V.Smirn.) Kamelin & S.V.Smirn.